# 18111 Pinet
18111 Pinet è un asteroide della fascia principale. Scoperto nel 2000, presenta un'orbita caratterizzata da un semiasse maggiore pari a 2,7977246 UA e da un'eccentricità di 0,1049665, inclinata di 2,93341° rispetto all'eclittica.